# Network News Transfer Protocol
| Anwendung  | NNTP            | NNTP            | NNTP            | NNTP            | NNTP            |
| Transport  | TCP             | TCP             | TCP             | TCP             | TCP             |
| Internet   | IP (IPv4, IPv6) | IP (IPv4, IPv6) | IP (IPv4, IPv6) | IP (IPv4, IPv6) | IP (IPv4, IPv6) |
| Netzzugang | Ethernet        | Token Bus       | Token Ring      | FDDI            | …               |

NNTP (Network News Transfer Protocol) ist ein Übertragungsprotokoll für Nachrichten in Newsgroups. Es wird im Usenet verwendet. Seine Spezifikationen wurden im RFC 977 (1986) festgelegt. Einige Erweiterungen des Standard-Protokolls wurden in RFC 2980 (2000) festgehalten. 2006 wurde RFC 3977 veröffentlicht, der die beiden Vorgänger ersetzt bzw. erweitert. Das Nachrichtenformat ist im RFC 5536 (2009) definiert. Die IANA hat dem Protokoll den TCP-Port 119 zugewiesen.
NNTP ist textbasiert und sieht abwechselnd Anfragen des Clients und darauf folgende Antworten des Servers vor. Diese Antworten enthalten eine erste Zeile mit einem numerischen Statuscode – eine dreistellige Ganzzahl, welche über den Erfolg des Kommandos informiert – und weitergehende Informationen, in Abhängigkeit von der Anfrage. In manchen Fällen folgen außerdem zusätzliche Zeilen, stets beendet durch eine Zeile mit einem einzelnen Punkt.
Die URL eines NNTP-Diskussionsforum oder Newsseite hat folgenden Aufbau:
```
nntp://<host>:<port>/<newsgroup-name>/<article-number>
```

## Befehle(RFC3977)
Die ursprüngliche Spezifikation von 1986 definiert bereits ausreichend viele Kommandos, um die Kommunikation zwischen Server und Client zu ermöglichen. Dieser Abschnitt stellt die wichtigsten Kommandos vor.
- HELP: listet die unterstützten Kommandos auf.
- LIST: gibt die Namen der für den Benutzer verfügbaren Newsgroups zurück, eine pro Zeile.
- GROUP: lässt den Benutzer eine neue aktuelle Gruppe wählen.
- ARTICLE: fordert einen Artikel an, entweder über seine Nummer in der aktuell eingestellten Gruppe, oder über seine Message-ID.
- POST: ermöglicht es, dem Server einen neuen Artikel zu übergeben.